# Guillaume de Palerne
Guillaume de Palerne è un poema francese d'inizio XIII secolo. Fu scritto su probabile commissione della figlia di Baldovino IV di Hainaut, la contessa Iolanda. Narra l'immaginaria vicenda del principe Guglielmo di Palermo.

## Trama
Guglielmo, un trovatello ritenuto di bassa estrazione, è portato alla corte dell'imperatore di Roma. Qui si innamora di Melior, figlia del sovrano, destinata ad un principe greco. Dopo un tentativo di avvelenamento ai danni di Guglielmo, i due innamorati scappano nella foresta nascosti con delle pelli d'orso. Vengono poi rapiti, per salvarli, da un lupo che si  rivelerà essere il principe spagnolo Alfonso, zio di Guglielmo, trasformato in lupo mannaro da un incantesimo della regina, sua cognata. Questo benevolo lupo mannaro protegge  e sfama i due innamorati, finché, dopo parecchie vicissitudini, Guglielmo trionfa sui propri nemici, sposa Melior e ritrova il suo trono, mentre la malvagia regina è costretta a liberare Alfonso dall'incantesimo. Quest'ultimo poi sposerà la sorella di Guglielmo.

## Curiosità
- Il romanzo costituisce uno dei primi esempi utili a dimostrare la credenza nella licantropia in epoca medievale.[2]
- Nel corso del poema l'autore si sofferma nella descrizione di Palermo. Secondo alcuni studiosi la conoscenza di Palermo e della Sicilia dimostrata nel testo potrebbe suggerire che l'autore abbia effettivamente visitato la città, forse nel corso di un viaggio alla volta della Terra santa o di ritorno dalla terza crociata.[3]
- Verso il 1350 fu scritta una versione inglese del romanzo, commissionata da Humphrey di Bohun, VI conte di Hereford e di cui rimane un solo manoscritto originale, custodito presso il King's College di Cambridge.[4]